# Watzenhof

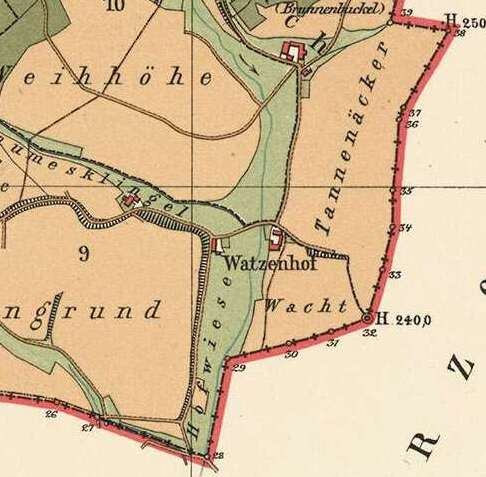
Der Watzenhof auf einer Karte von 1888

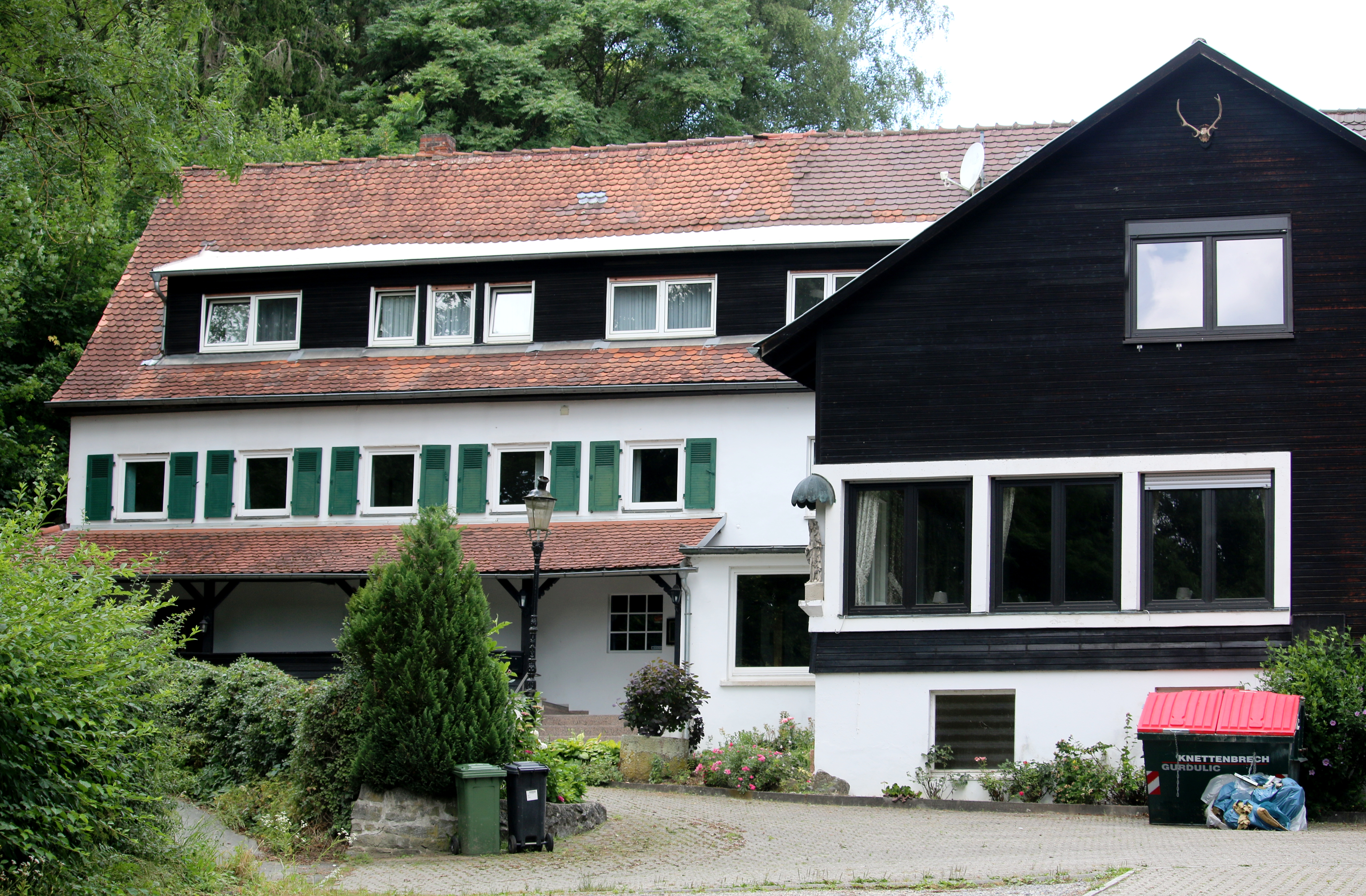
Hotel Watzenhof (2025)

Der Watzenhof ist ein Wohnplatz im Nordwesten von Baden-Württemberg auf dem Gebiet der Stadt Hemsbach im Rhein-Neckar-Kreis.

## Geographie
Der Watzenhof ist ein Einzelhof, der im südwestlichen, kristallinen Odenwald liegt. An ihm vorbei fließt der Balzenbach, der beim Weiler Balzenbach im Norden entspringt und von hier nach Süden fließt, um in einen Nebenfluss der Weschnitz zu münden. Während im Osten und Süden der hessische Landkreis Bergstraße angrenzt, ist Hemsbach im Westen über eine Höhe erreichbar.

## Historisches
Ende des 12. Jahrhunderts wurden im Lorscher Codex 4 Hufen zu Watzenhowe erwähnt. Dieses ist der Watzenhof. Nachdem er nach dem Ersten Weltkrieg vom damaligen Besitzer verlassen worden war und längere Zeit leerstand, erwarb ihn 1937 Franz Rücker, damals Erster Charakterdarsteller am Staatstheater in Kassel. Er betrieb nicht nur die Landwirtschaft, sondern entwickelte auch einen Landgasthof mit Unterkünften. Seit September 2024 ist der Watzenhof geschlossen.

## Verkehr
Durch den Watzenhof verläuft die Kreisstraße 4128, die in Balzenbach im Norden beginnt. Sie findet ihre südliche Fortsetzung in der Kreisstraße 208 nach Nieder-Liebersbach.